# Tibouchina cubense
Tibouchina cubense là một loài thực vật có hoa trong họ Mua. Loài này được (A. Rich.) M. Gómez miêu tả khoa học đầu tiên năm 1894.